# 8991 Solidarity
8991 Solidarity è un asteroide della fascia principale. Scoperto nel 1980, presenta un'orbita caratterizzata da un semiasse maggiore pari a 2,7864580 UA e da un'eccentricità di 0,1846827, inclinata di 6,79685° rispetto all'eclittica.
L'asteroide è dedicato al sentimento di solidarietà indicato con il termine in lingua inglese.